# Tommaso Rodari
Tommaso Rodari (* um 1460 in Maroggia; † zwischen 9. Juni 1526 und 4. März 1527 ebenda) war ein schweizerisch-italienischer Baumeister und Bildhauer der Frührenaissance.

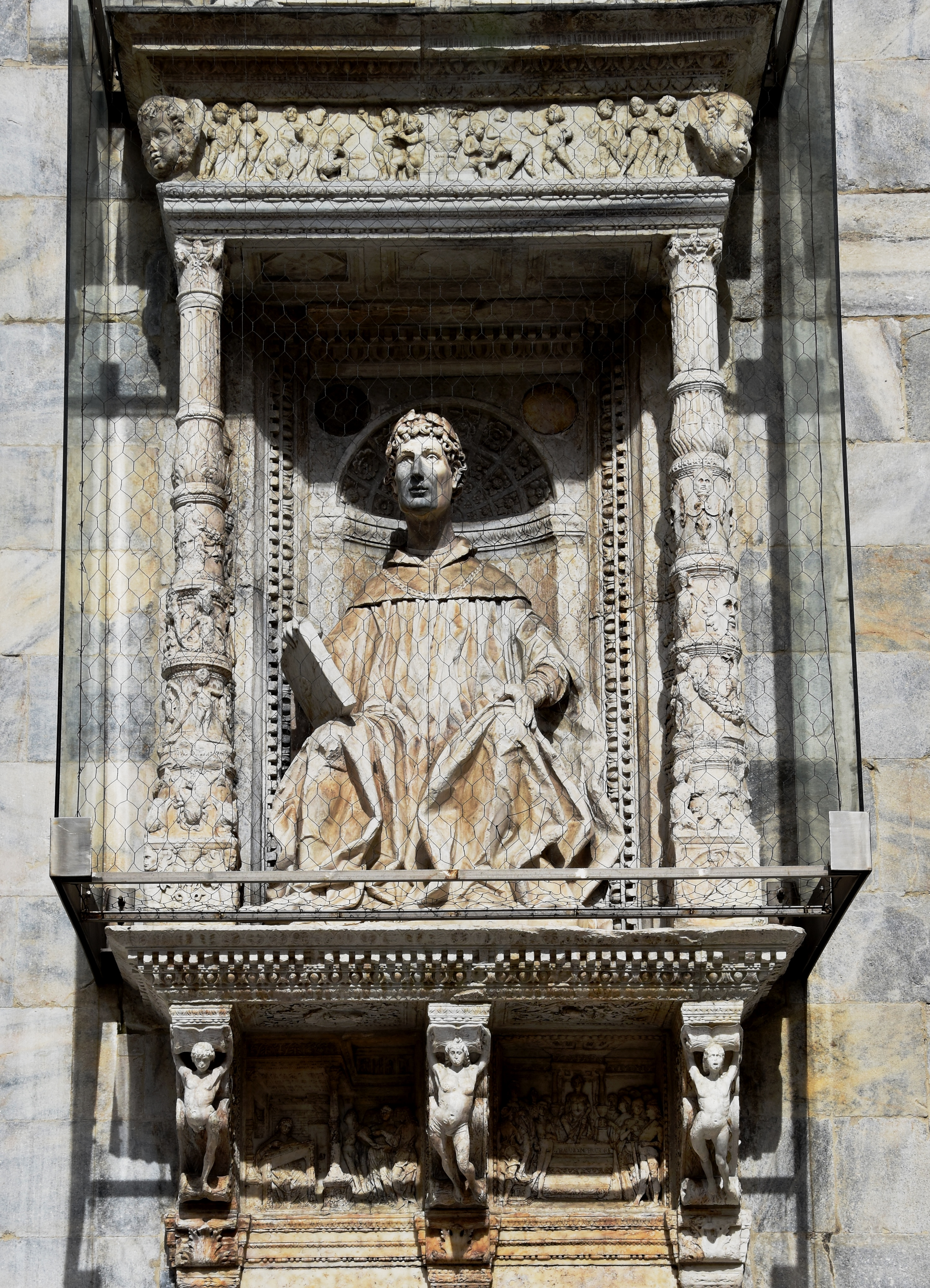
Tommaso Rodari: Plinio il Giovane, Dom zu Como

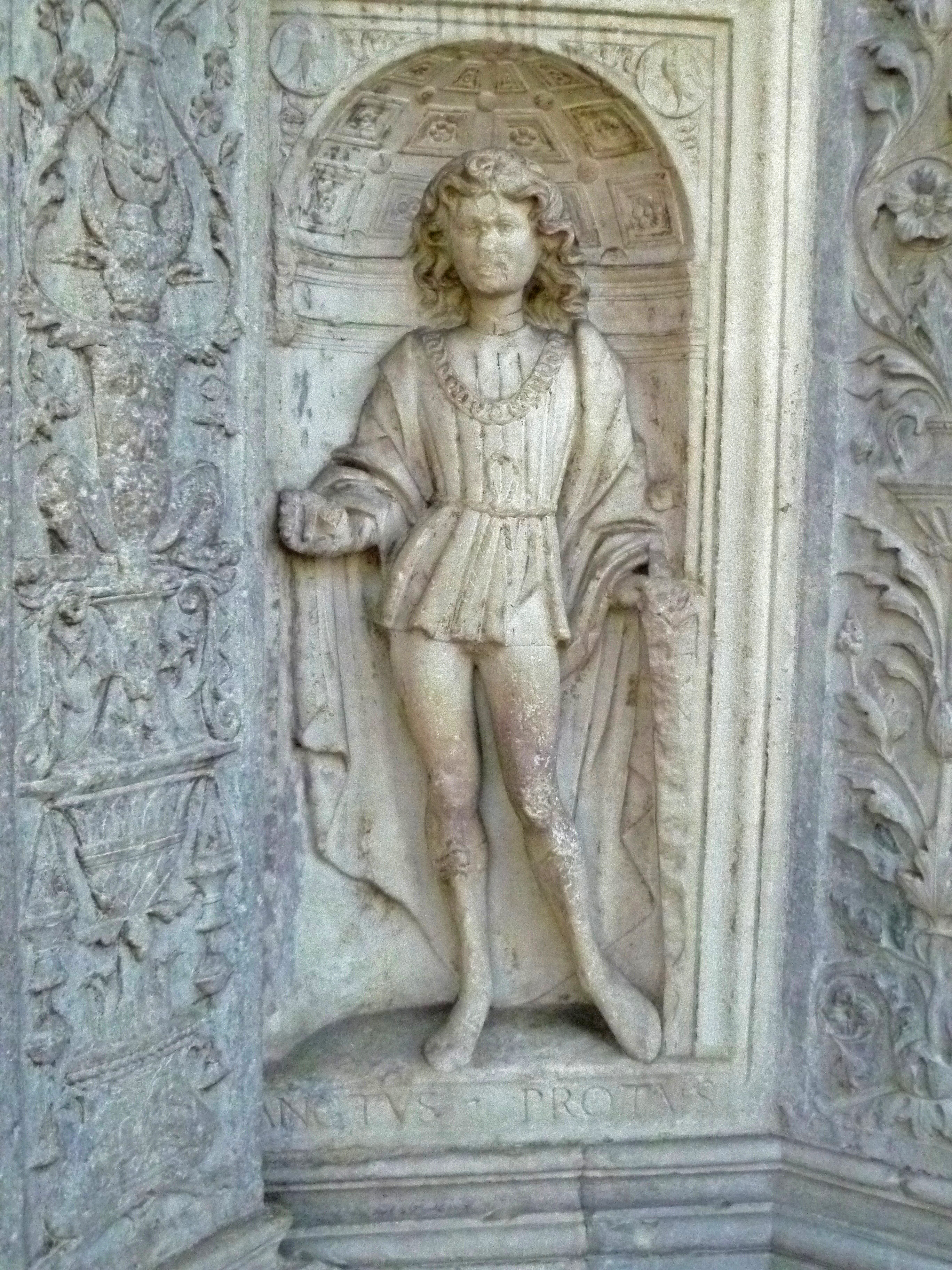
Tommaso Rodari: San Proto, Dom zu Como

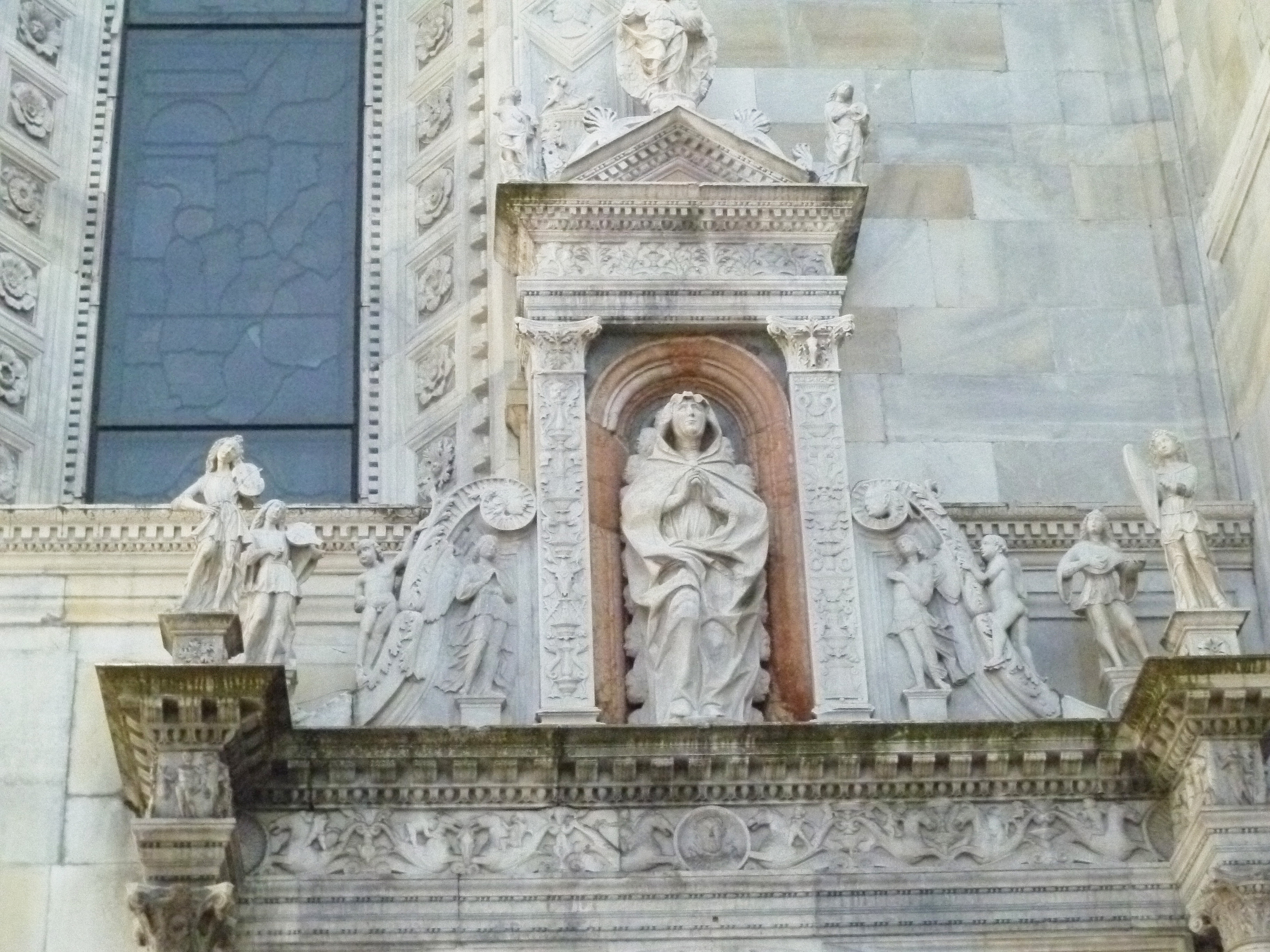
Tommaso Rodari: Dom zu Como, Porta della rana

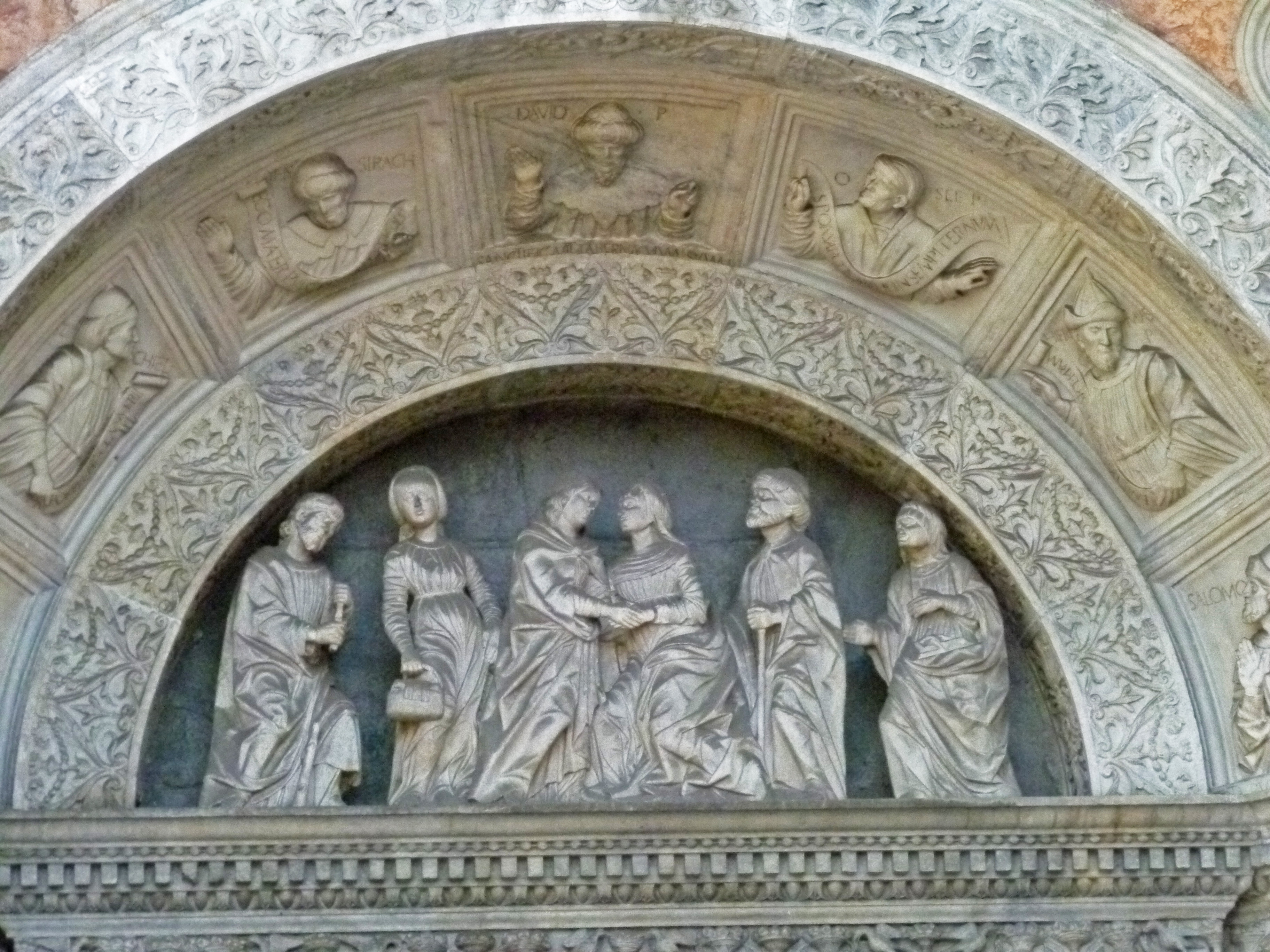
Tommaso Rodari: Dom zu Como, Porta della rana

## Leben
Tommaso war Sohn des Bildhauers Giovanni, Bruder der Bildhauern Giacomo, Bernardino und Donato. Er heiratete Maddalena Della Torre aus Mendrisio. Er ist zwischen 25. September 1484 in Como erwähnt. Der Bildhauer und Architekt wurde wahrscheinlich im Kartäuserkloster in Certosa di Pavia unter Giovanni Antonio Amadeo ausgebildet. Er war vor allem in der Lombardei und insbesondere in der Dombauhütte von Como tätig, als Bildhauer und Chefingenieur von 1487 bis 1526. Von ihm stammen u. a. die zahlreichen Statuen und Skulpturen an der Fassade und an den Seitenfenstern, die südlichen und nördlichen Seitentüren, die Altäre von Santa Lucia, Santo Stefano usw. Tommaso war auch in Ponte in Valtellina für den Umbau des Chors der Kirche San Maurizio, von 1498 bis 1500 (mit Giacomo); dann war er in Bellinzona für das Projekt für die Stiftskirche Santi Stefano e Pietro, 1514. Er war auch in Morbegno an der Fassade der Kirche Assunta, von 1515 bis 1517 (mit Ambrogio Ghisolfi) und in Busto Arsizio am Bau der Wallfahrtskirche Santa Maria di Piazza, 1522 tätig; ihm werden auch Projekte für das Heiligtum in Tirano (1505) und die Fassade des Doms von Lugano (1517) zugeschrieben.
Im Kanton Tessin gibt es zahlreiche Werke von Rodari, unter anderem in den Pfarrkirchen von Morcote (um 1490) und Vico Morcote (um 1515), in der Kirche von Obino in Castel San Pietro (um 1500), im Dom von Lugano (um 1510), im ehemaligen Baptisterium von Balerna (um 1510), im Kreuzgang der Kirche San Giovanni Battista in Mendrisio (1514) und in der Stiftskirche von Bellinzona (um 1515). An der Spitze einer organisierten Werkstatt, in der auch seine Brüder arbeiteten, war Tommaso einer der Protagonisten der lombardischen Renaissance-Architektur und -Skulptur an der Wende vom 15. zum 16. Jahrhundert. Beeinflusst von Amadeo, von dem er die charakteristischen Papierfalten und das Repertoire im antiken Stil übernahm, zeigte er in seinen reifen Werken eine weichere und zartere Hand, ohne jemals die dekorative Tradition der Lombardei des 15. Er trug zur Verbreitung der architektonischen Sprache der Renaissance in der alten Diözese Como bei.